# Cyrtopodium kleinii
Cyrtopodium kleinii é uma orquídea do gênero Cyrtopodium, de hábito terrestre, encontrada nos campos gerais do sul brasileiro (Paraná e Santa Catarina) vegetando em campos limpos e rupestres. Pseudobulbos muito pequenos q vegetam enterrados no solo ou ocasionalmente expostos. Suas folhas são lanceoladas, sua haste floral não há ramificações e as flores são pequenas. A coloração das flores se assemelham em muito com as do Cyrtopodium gonzalezii, mas não se assemelham na forma. C. kleinii também é muito similar ao Cyrtopodium linearifolium e ao Cyrtopodium dulsenii, mas ao contrario das especies anteriores, o habitat do C. kleinii parece está restrito à região sul. Como todas as especies de cyrtopodium, especialmente as que vegetam completamente enterradas no solo, C. kleinii perde todas as suas folhas no período de dormência, logo após a floração.

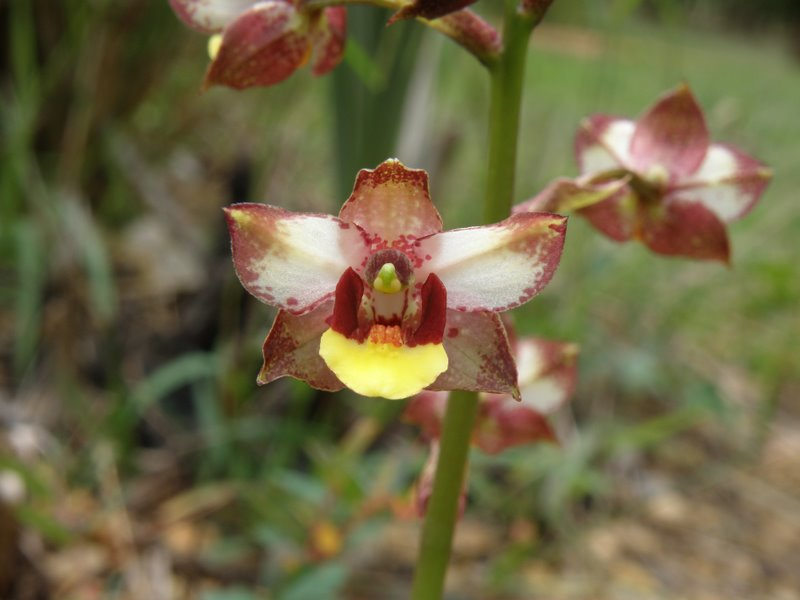
Cyrtopodium kleinii

Cyrtopodium kleinii floresce entre outubro e novembro, primavera brasileira.